# Iptar-Sin
Iptar-Sin o de vegades Entar-Sin, la lectura és incerta, va ser el cinquanta-unè rei d'Assíria segons la Llista dels reis d'Assíria.
Era fill de Xarma-Adad I. La Llista diu que va regnar durant 12 anys al segle xvii aC, potser cap al 1660 aC fins al 1648 aC. La successió no és clara, ja que es diu que el seu successor Bazaia o Bazaiju, era el seu fill, però a la Llista reial de Khorshabad, aquest Bazaia que el va succeir apareix com a oncle, fill de Belubani. Si aquest fos el cas, la branca directa s'hauria extingit al morir Iptar-Sin, encara jove i segurament sense descendència. El degà de la família o el parent més proper, Bazaia, hauria estat designat rei. Però la durada del seu regnat (28 anys) juga a favor que el successor fos un fill d'Iptar-Sin.